# دیترویت بیچ (میشیگان)
دیترویت بیچ (به انگلیسی: Detroit Beach) یک منطقهٔ مسکونی در ایالات متحده آمریکا است که در شهرستان مونرو، میشیگان واقع شده‌است. دیترویت بیچ ۱٫۷ کیلومتر مربع مساحت و ۲٬۰۸۷ نفر جمعیت دارد و ۱۷۵ متر بالاتر از سطح دریا واقع شده‌است.